# Sorbia sericans
Sorbia sericans là một loài bọ cánh cứng trong họ Cerambycidae.